# Buug
Buug è una municipalità di terza classe delle Filippine, situata nella Provincia di Zamboanga Sibugay, nella regione della Penisola di Zamboanga.
Buug è formata da 27 baranggay:
- Agutayan
- Bagong Borbon
- Basalem
- Bawang
- Bliss
- Bulaan
- Compostela
- Danlugan
- Datu Panas
- Del Monte
- Guintuloan
- Guitom
- Guminta
- Labrador

- Lantawan
- Mabuhay
- Maganay
- Manlin
- Muyo
- Pamintayan
- Pling
- Poblacion
- Pulog
- San Jose
- Talairan
- Talamimi
- Villacastor (Galit)